# Vaccin antihepatic B
Vaccinul antihepatic B este un vaccin care previne hepatita B. Prima doză se recomandă în timp de 24 de ore de la naștere, urmat de două sau trei doze după aceea, inclusiv pentru cei cu imunosupresie cum ar fi HIV/SIDA și pentru cei născuți prematur. 95% dintre persoanele sănătoase imunizate sunt
protejate.
Pentru cei cu un risc ridicat se recomandă testarea sângelui pentru a se asigura că vaccinul a avut efect. Doze suplimentare pot fi necesare pentru persoanele cu imunosupresie, dar nu sunt necesare pentru majoritatea persoanelor. Pentru cei expuși la virusul hepatita B care nu sunt imunizați, pe lângă vaccin au nevoie și de hepatita B imunoglobulină. Vaccinul se administrează ca injecție intramusculară injecție intramusculară.
Efectele secundare severe se întâlnesc foarte rar. Se pot prezenta dureri la locul injecției. Vaccinul se poate administra în siguranță pe timpul sarcinii sau pe durata alăptării. Acest vaccin nu are nicio legătură cu sindromul Guillain-Barre. Vaccinul curent este produs folosind tehnicile de ADN recombinat. Sunt disponibile atât singure, cât și în combinație cu alte vaccinuri.
Primul vaccin antihepatic B a fost aprobat în Statele Unite ale Americii în 1981. În anul 1986 a apărut o versiune mai sigură pe piață. Acest vaccin se află pe Lista medicamentelor esențiale ale Organizației Mondiale a Sănătății, lista celor mai importante medicamente recomandate pentru un sistem de sănătate. În 2014, prețul cu ridicata era între 0,58 și 13,20 USD pe doză. În Statele Unite ale Americii vaccinul costă între 50 și 100 USD.